# Termos de troca
No comércio internacional, a expressão termos de troca (TDT)  ou termos de intercâmbio designa a relação entre o valor das importações e o valor das exportações de um país em determinado período.
sendo expressada desta forma:
{\displaystyle TDT={\frac {VE}{VI}}}
sendo,
{\displaystyle TDT=} termos de troca
{\displaystyle VI=} valor das importações
{\displaystyle VE=} valor das exportações
Por exemplo, se uma economia só está exportando maçãs e importando laranjas, logo, os termos de troca são simplesmente o preço das maçãs sobre o preço da laranja. Em outras palavras, quantas laranjas você consegue comprar ao vender uma unidade de maça. Desde economias tipicamente de exportação e importação de muitos bens, medindo o TDT exige a definição de índices de preços para os produtos exportados e importados e comparando os dois.
A subida dos preços dos bens exportados nos mercados internacionais aumentaria o TDT, enquanto que um aumento dos preços dos bens importados iria diminuir. Por exemplo, os países que exportam petróleo vai ver um aumento em seu TDT, quando os preços do petróleo sobem, enquanto o TDT de países que importam petróleo irá cair.